# فرودگاه لائورنس
فرودگاه لائورنس (به انگلیسی: Laurens County Airport) یک فرودگاه همگانی بهره‌برداری هوایی است که یک باند فرود آسفالت دارد و طول باند آن ۱۱۸۸ متر است. این فرودگاه در شهر لائورنس، کارولینای جنوبی کشور ایالات متحده آمریکا قرار دارد و در ارتفاع ۲۱۲ متری از سطح دریا واقع شده است.